# Марк Коулмен
Марк Коулмен (англ. Mark Coleman; народився 12 грудня 1964, Фрімонт, Огайо, США) — американський спортсмен, професіональний борець, спеціаліст зі змішаних бойових мистецтв (англ. MMA). Колишній член олімпійської збірної США з вільної боротьби. Віце-чемпіон світу з вільної боротьби у тяжкій ваговій категорії за версією FILA (1991 рік) Триразовий Панамериканський чемпіон, чемпіон Панамериканських ігор. Переможець першого Гран-прі PRIDE (2000 рік). Чемпіон 10-го і 11-го турнірів UFC (1996—1997 роки), перший чемпіон світу зі змішаних бойових мистецтв у тяжкій ваговій категорії в історії UFC (1997 рік). Включений до Залу слави UFC.

## Біографія
Марк Коулмен народився 12 грудня 1964 року в місті Фрімонт, штат Огайо. Марк почав займатися боротьбою в юнацькі роки. До початку професійної кар'єри його найвищим досягненням був титул чемпіона з вільної боротьби серед юніорів, який він завоював у рідному штаті Огайо в змаганнях Національної асоціації студентського спорту США, а також завойований двічі титул чемпіона Середньо-американської асоціації з боротьби.

## Кар'єра в змішаних бойових мистецтвах
В змішаних єдиноборствах Коулмен дебютував 12 липня 1996 року, взявши участь у змаганнях на 10-му турнірі Абсолютного бійцівського чемпіонату (англ. UFC), який виграв. Два місяці по тому він виграє 11-й турнір UFC, а з відміною турнірних змагань, на 12 етапі чемпіонату світу під егідою UFC, він стає чемпіоном у тяжкій ваговій категорії, першим в історії.
З 1999 до 2006 року Марк Коулмен виступає у Бійцівському чемпіонаті PRIDE, де здобуває нове визнання, перемігши на першому Гран-прі цього чемпіонату. Змагається із найсильнішими бійцями світу, такими як Ігор Вовчанчин, Федір Ємельяненко, Мірко Філіпович, Антоніо Родріго Нугейра. Після низки невдалих виступів у двобоях із значно молодшими бійцями, Коулмен залишає PRIDE і змагання з MMA взагалі.
У 2009 році відбулось його повернення в Абсолютний бійцівський чемпіонат. Станом на лютий 2010 року Коулмен провів три виступи у напівтяжкій ваговій категорії.

## Особисте життя
Марк Коулмен одружений, виховує двох дочок.

## Статистика в змішаних бойових мистецтвах
| Результат | Противник               | Спосіб                              | Раунд | Час   | Дата              | Місце                       | Подія                                    | Примітки                                                                         |
| --------- | ----------------------- | ----------------------------------- | ----- | ----- | ----------------- | --------------------------- | ---------------------------------------- | -------------------------------------------------------------------------------- |
| Поразка   | Ренді Кутюр             | Здача (удушення)                    | 2     | 1:09  | 6 лютого 2010     | Лас-Вегас, Невада, США      | 109 етап UFC                             |                                                                                  |
| Перемога  | Стефан Боннар           | Рішення суддів (одностайне)         | 3     | 5:00  | 11 липня 2009     | Лас-Вегас, Невада, США      | 100 етап UFC                             |                                                                                  |
| Поразка   | Маурісіо Хуа            | Технічний нокаут (удари кулаками)   | 3     | 4:36  | 17 січня 2009     | Дублін, Ірландія            | 93 етап UFC                              |                                                                                  |
| Поразка   | Федір Ємельяненко       | Здача (больовий прийом на руку)     | 2     | 1:15  | 21 жовтня 2006    | Лас-Вегас, Невада, США      | 32 етап PRIDE                            |                                                                                  |
| Перемога  | Маурісіо Хуа            | Технічний нокаут (зламана рука)     | 1     | 0:49  | 26 лютого 2006    | Сайтама, Японія             | 31 етап PRIDE                            |                                                                                  |
| Перемога  | Мілко Вурн              | Здача (удушення)                    | 1     | 0:56  | 9 жовтня 2005     | Роттердам, Нідерланди       | Турнір «Bushido Europe-Rotterdam Rumble» |                                                                                  |
| Поразка   | Мірко Філіпович         | Нокаут (удари кулаками)             | 1     | 3:40  | 20 лютого 2005    | Сайтама, Японія             | 29 етап PRIDE                            |                                                                                  |
| Поразка   | Федір Ємельяненко       | Здача (больовий прийом на руку)     | 1     | 2:11  | 25 квітня 2004    | Сайтама, Японія             | Турнір «PRIDE Total Elimination 2004»    |                                                                                  |
| Перемога  | Дон Фрай                | Рішення суддів (одностайне)         | 3     | 5:00  | 8 червня 2003     | Йокогама, Японія            | 26 етап PRIDE                            |                                                                                  |
| Поразка   | Антоніо Родріго Нугейра | Здача (больовий прийом на руку)     | 1     | 6:10  | 24 вересня 2001   | Осака, Японія               | 16 етап PRIDE                            |                                                                                  |
| Перемога  | Алан Гоес               | Нокаут (удари коліньми)             | 1     | 1:19  | 25 березня 2001   | Сайтама, Японія             | 13 етап PRIDE                            |                                                                                  |
| Перемога  | Ігор Вовчанчин          | Здача (удари коліньми)              | 2     | 3:09  | 1 травня 2000     | Токіо, Японія               | Гран-прі PRIDE (фінал)                   | Виграв Гран-прі PRIDE.                                                           |
| Перемога  | Казуюкі Фуджита         | Технічний нокаут (рішення кутового) | 0     | 0:00  | 1 травня 2000     | Токіо, Японія               | Гран-прі PRIDE (півфінал)                | Кутовий Фуджити викинув рушник на ринг до початку бою. Причина: перевтома бійця. |
| Перемога  | Акіра Шоджиї            | Рішення суддів                      | 1     | 15:00 | 1 травня 2000     | Токіо, Японія               | Гран-прі PRIDE (чвертьфінал)             |                                                                                  |
| Перемога  | Масаакі Сатаке          | Здача (больовий прийом на шию)      | 1     | 1:14  | 30 січня 2000     | Токіо, Японія               | Гран-прі PRIDE (відкриття)               |                                                                                  |
| Перемога  | Рікардо Мораїс          | Рішення суддів                      | 2     | 10:00 | 21 листопада 1999 | Токіо, Японія               | 8 етап PRIDE                             |                                                                                  |
| Поразка   | Нобухіко Такада         | Здача (больовий прийом на ногу)     | 2     | 1:44  | 29 квітня 1999    | Наґоя, Японія               | 5 етап PRIDE                             |                                                                                  |
| Поразка   | Педро Хіззо             | Рішення суддів (роздільне)          | 1     | 15:00 | 8 січня 1999      | Новий Орлеан, Луїзіана, США | 18 етап UFC                              |                                                                                  |
| Поразка   | Піт Уільямс             | Нокаут (удар ногою)                 | 1     | 12:38 | 15 травня 1998    | Мобіл, Алабама, США         | 17 турнір UFC                            |                                                                                  |
| Поразка   | Моріс Сміт              | Рішення суддів (одностайне)         | 1     | 21:00 | 27 липня 1997     | Бірмінгем, Алабама, США     | 14 турнір UFC                            | Втратив титул чемпіона у тяжкій ваговій категорії.                               |
| Перемога  | Ден Северн              | Здача (больовий прийом на шию)      | 1     | 2:57  | 7 лютого 1997     | Доуан, Алабама, США         | 12 турнір UFC                            | Виграв перший в історії UFC титул чемпіона у тяжкій ваговій категорії.           |
| Перемога  | Браян Джонстон          | Здача (під ударами)                 | 1     | 2:20  | 20 вересня 1996   | Аугуста, Джорджія, США      | 11 турнір UFC                            | Виграв 11-й турнір UFC.                                                          |
| Перемога  | Джуліан Санчес          | Здача (удушення)                    | 1     | 0:45  | 20 вересня 1996   | Аугуста, Джорджія, США      | 11 турнір UFC                            |                                                                                  |
| Перемога  | Дон Фрай                | Нокаут (удари кулаками)             | 1     | 11:34 | 12 липня 1996     | Бірмінгем, Алабама, США     | 10 турнір UFC                            | Виграв 10-й турнір UFC.                                                          |
| Перемога  | Гері Ґудрідж            | Здача (за явною перевагою)          | 1     | 7:00  | 12 липня 1996     | Бірмінгем, Алабама, США     | 10 турнір UFC                            |                                                                                  |
| Перемога  | Муті Горенштейн         | Здача (під ударами)                 | 1     | 2:43  | 12 липня 1996     | Бірмінгем, Алабама, США     | 10 турнір UFC                            |                                                                                  |

## Спортивні результати на міжнародних змаганнях з вільної боротьби

### Виступи на Олімпіадах
| Змагання                    | Збірна | Вагова категорія           | Місце |
| --------------------------- | ------ | -------------------------- | ----- |
| Літні Олімпійські ігри 1992 | США    | вільна боротьба, до 100 кг | 7     |

### Виступи на Чемпіонатах світу
| Змагання                        | Збірна | Вагова категорія           | Місце  |
| ------------------------------- | ------ | -------------------------- | ------ |
| Чемпіонат світу з боротьби 1991 | США    | вільна боротьба, до 100 кг | Срібло |

### Виступи на Панамериканських чемпіонатах
| Змагання                                   | Збірна | Вагова категорія           | Місце  |
| ------------------------------------------ | ------ | -------------------------- | ------ |
| Панамериканський чемпіонат з боротьби 1990 | США    | вільна боротьба, до 90 кг  | Золото |
| Панамериканський чемпіонат з боротьби 1991 | США    | вільна боротьба, до 100 кг | Золото |
| Панамериканський чемпіонат з боротьби 1992 | США    | вільна боротьба, до 100 кг | Золото |

### Виступи на Панамериканських іграх
| Змагання                  | Збірна | Вагова категорія           | Місце  |
| ------------------------- | ------ | -------------------------- | ------ |
| Панамериканські ігри 1991 | США    | вільна боротьба, до 100 кг | Золото |